# Лиски
Ли́ски — город (с 1937) в России, административный центр Лискинского района Воронежской области и городского поселения Лиски. Население — 51 778 чел. (2025).
Крупный железнодорожный узел (станция Лиски) на Юго-Восточной железной дороге. Населённый пункт воинской доблести.

## География
Город расположен в Центральном федеральном округе, на левом берегу реки Дон.
Находится в 115 км от Воронежа и 627 км от Москвы.

## Этимология
Название пошло от древнего села Лиски (Лыски), расположенного на правом берегу Дона, где и планировалось строительство ЖД-станции. Лысыми называют меловые горы, расположенные по правому берегу Дона, которые относятся к Средне-Русской возвышенности и являются остатками древнего Моря (см. География Воронежской области). Подобные названия обычны для географических объектов, не имеющих растительности.

## История
В IV веке во время Великого переселения народов по донским степям проходят гунны. Они вытесняют аланов к Северному Кавказу, часть уходят с гуннами на запад, небольшая часть аланов остаётся в Подонье.
В VIII веке алано-болгарские народы вошли в состав Хазарского каганата. В IX веке Среднее Подонье становится окраиной Древнерусского государства. Территорию заселяют славянские племена вятичей.
В 1571 году на месте юго-западной части города, на берегу озера Богатое (старица Дона) основывается сторожевой пост Богатый Затон.
В 1585 году Богатый затон упоминается в указе об строительстве города-крепости Воронежа.

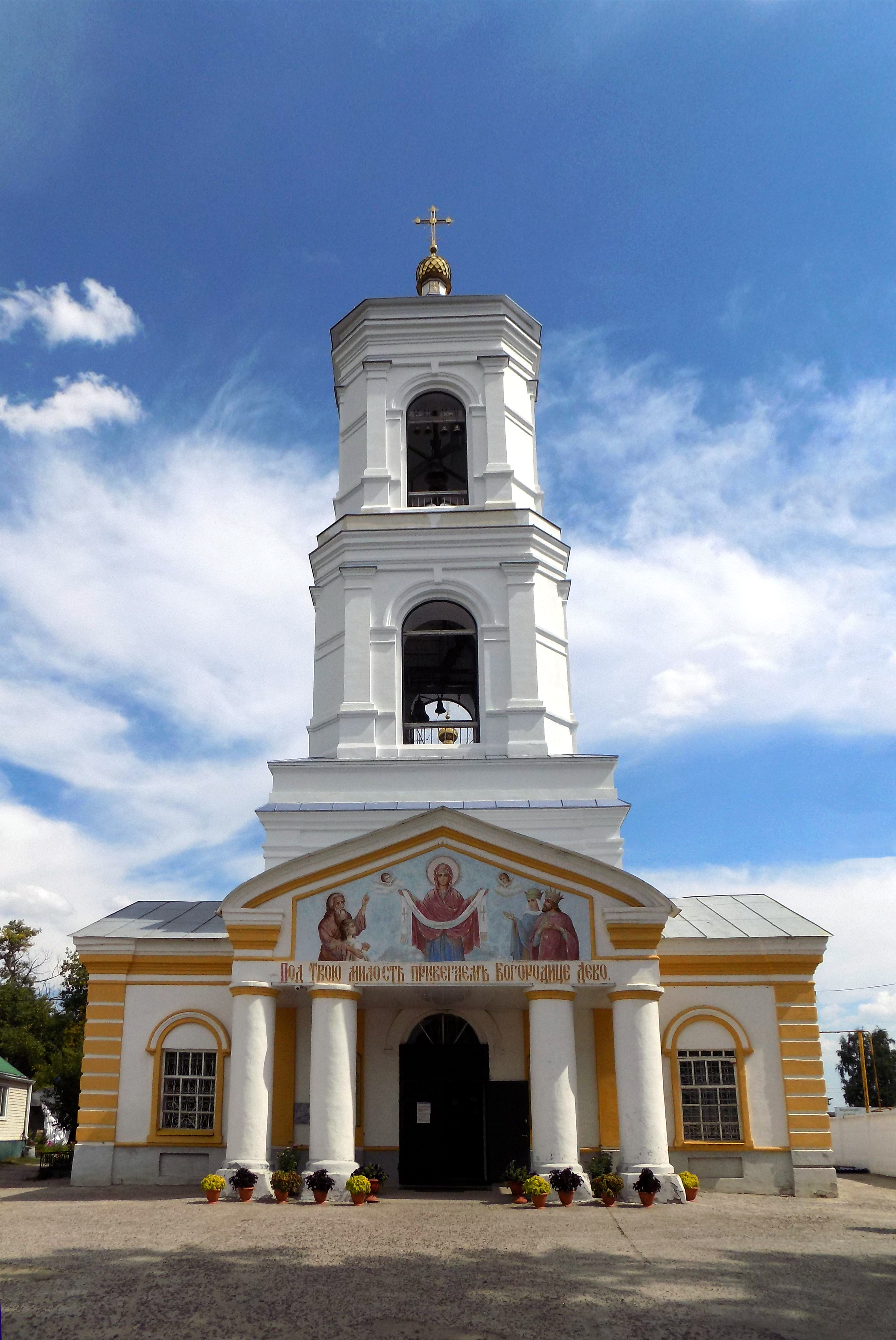
Покровская церковь. 2020 г.

На левом берегу реки Дон образование слободы Петровской. В 1787 году слобода получает название село Новопокровское по построенной в 1784 году церкви Покрова Пресвятой Богородицы.
В 1870 году рядом с селом «Новая Покровка» построена железнодорожная станция Лиски, названная по правобережному селу (первоначальным проектом станция была предусмотрена именно на правом берегу, но её строительство там оказалось невозможным из-за рельефа). В середине 1880-х годов в станционном посёлке насчитывалось 9 домов и 410 жителей, которые в основном были связаны с железнодорожным транспортом. В 1918 году командир красногвардейского отряда даёт ему название «Свобода» (городок Свобода).
На 1890 год село было центром Ново-Покровской волости Бобровского уезда Воронежской губернии.
В 1902 году село Новопокровское (Петровское) Бобровского уезда при станции Лиски имело волостное правление, более 20 ветряных мельниц, лавки, школу. Проживало в селе до 5500 жителей.

### Революция. Советский период
9 июля 1928 года 1-й съезд Советов рабочих, крестьянских и красногвардейских депутатов в Новой Покровке избирает исполнительный комитет Советов. 9 июля 1928 года образование Лискинского района с центром в слободе Новая Покровка.
30 октября 1928 года посёлок Свобода при железнодорожной станции и слободу Новая Покровка объединяют в населённый пункт посёлок Свобода.
С 1937 года Свобода получает статус города.
В годы Великой Отечественной войны в ходе ожесточённых боёв немецкие войска 6 июля 1942 года были остановлены на правом берегу Дона, напротив Лисок. В городе действовали сортировочный эвакуационный госпиталь № 2635 и эвакуационный госпиталь № 1060. Действуя в разные периоды, они находились в одном здании. Сейчас здесь находится МБОУ СОШ № 17 имени Героя Советского Союза В. И. Ливенцева.
В 1943 году поселению вернули прежнее название, город переименован в Лиски. Город становится в один ряд с другими населёнными пунктами, названными по железнодорожной станции.
В 1958 году к городу присоединяют село Песковатка.
В 1961 году в западной части строительство нового микрорайона Интернат из многоквартирных домов. Название он получил по школе-интернату (современная школа № 12). Тогда же в территорию города вошла территория бывшего сторожевого поста Богатый затон (озеро Богатое).
В 1965 году Лиски переименовывают в Георгиу-Деж — в честь деятеля румынской компартии Г. Георгиу-Дежа (1901—1965).
В период развитого социализма Георгиу-Деж стал интенсивно развиваться, было построено всем известное здание клуба железнодорожников, введён в строй сахарный завод, ставший одним из самых крупных предприятий пищевой промышленности на территории РСФСР. В 1970—1971 годах московским институтом «Гипрогор» для Георгиу-Деж был разработан генеральный план и технико-экономическое обоснование развития города. Институтом «Воронежгражданпроект» на основании этого плана, в середине 1970-х годов было выполнено несколько проектов застройки и планировки новых жилых микрорайонов города. К 1990-м годам в Георгиу-Деж работало чуть более 40 промышленных предприятий, население города составляло около 54 тысяч человек.
25 января 1991 года Указом Президиума Верховного Совета РСФСР N 525-I городу возвращено название Лиски.
В 2015 году городу указом губернатора присвоено почётное звание Воронежской области «Населённый пункт воинской доблести».
В ходе российского вторжения в Украину в начале 2025 года нефтебаза в Лисках была атакована дронами. Произошел пожар.

### Климат
Климат Лисок — умеренно-континентальный, с прохладной и сухой зимой и тёплым, влажным летом, немного теплее климата Воронежа. С 2000 года минимальная температура составила −33,6°С и была зафиксирована 22 января 2006 года, максимальная — 42,6°С, зафиксирована 3 августа 2010 года, и это значение является самым высоким на территории Воронежской области.
| Показатель                               | Янв. | Фев. | Март | Апр. | Май  | Июнь | Июль | Авг. | Сен. | Окт. | Нояб. | Дек. | Год |
| ---------------------------------------- | ---- | ---- | ---- | ---- | ---- | ---- | ---- | ---- | ---- | ---- | ----- | ---- | --- |
| Средняя температура, °C                  | −5,8 | −6,1 | −0,5 | 8,8  | 15,5 | 19,4 | 21,4 | 20,1 | 14,0 | 7,4  | 0,1   | −4,7 | 7,5 |
| Норма осадков, мм                        | 39   | 36   | 29   | 27   | 44   | 64   | 59   | 36   | 54   | 43   | 41    | 39   | 511 |
| Источник: Климат Лисок (норма 1981-2010) |      |      |      |      |      |      |      |      |      |      |       |      |     |

## Геральдика
Флаг первоначально флаг был утверждён 5 декабря 2004 года как флаг Лискинского района. 7 апреля 2006 года данный флаг утверждён флагом городского поселения город Лиски и 25 мая 2007 года внесён в Государственный геральдический регистр Российской Федерации с присвоением регистрационного номера 3288.
Флаг города Лиски представляет собой прямоугольное полотнище голубого цвета с отношением ширины к длине 2:3, несущее посередине жёлтое крылатое колесо, внизу — две одинаковых белых горизонтальных полосы в 1/30 ширины полотнища каждая, изогнутых в виде остроконечных волн; расстояние между полосами равно ширине одной полосы.

## Население
| 1859    | 1897    | 1931    | 1939    | 1959    | 1967    | 1970    | 1976    | 1979    | 1982    | 1986    | 1989    |
| ------- | ------- | ------- | ------- | ------- | ------- | ------- | ------- | ------- | ------- | ------- | ------- |
| 2146    | ↗5486   | ↗13 600 | ↗25 500 | ↗37 638 | ↗47 000 | ↗48 700 | ↗52 000 | ↗52 375 | ↗53 000 | ↗54 000 | ↗54 039 |
| 1992    | 1998    | 2000    | 2001    | 2002    | 2003    | 2005    | 2006    | 2008    | 2009    | 2010    | 2011    |
| ↗54 700 | ↗56 500 | ↘55 700 | ↘55 500 | ↗55 893 | ↗55 900 | ↘54 200 | ↘53 600 | ↗54 800 | ↗54 919 | ↗55 864 | ↗55 900 |
| 2012    | 2013    | 2014    | 2015    | 2016    | 2017    | 2018    | 2020    | 2021    | 2025    |         |         |
| ↘55 127 | ↘55 092 | ↗55 149 | ↘54 788 | ↘54 437 | ↘54 184 | ↘53 897 | ↘53 504 | ↗54 147 | ↘51 778 |         |         |

На 1 января 2025 года по численности населения город находился на 310-м месте из 1124 городов Российской Федерации.

### Национальный состав
По переписи населения 2010 года: русские — 95,89 % (53 567 чел.), украинцы — 1,06 % (594 чел.), армяне — 0,76 % (427 чел.), турки — 0,37 % (204 чел.), прочие — 1,47 % (823 чел.), не указали национальность — 0,44 % (249 чел).

## Экономика

### Промышленность

#### Металлообработка
- ЗАО «Лискимонтажконструкция» — производство деталей трубопроводов;
- ОАО «ЭМЗ Лиски-Металлист» — производство металлоконструкций, резервуаров.

#### Строительные материалы
- Завод «Спецжелезобетон» (принадлежит АО «БЭТ») — производство ж/б шпал, брусьев стрелочных переводов;
- ОАО «Лискинский кирпичный завод»;
- ОАО «Лискигазосиликат»;
- ОАО «Завод ЖБК».

#### Пищевая промышленность
- МЭЗ Лискинский (филиал ООО «МЗ Юг Руси»);
- ОАО «Лискисахар» (принадлежит компании «Продимекс»);
- ЗАО «ЛИСКо-Бройлер»
- ООО «Лискинский городской молочный завод»;
- ОАО «Маяк» (производство говядины).
- ООО «ЭкоНиваАгро» (производство молока).

#### Прочее
- ГСК «Богатырь» (Росрезерв);
- Лискинская ТЭЦ ;
- ООО «Трау Нутришен Воронеж» (в составе компании Nutreco International) — производство кормов для животных (мощность 50 тыс. т. продукции в год, крупнейшее в Европе предприятие подобного рода);
- Речной порт;
- Предприятия ж/д транспорта.

Ранее также действовали мясокомбинат, производственное объединение «Дон» (лёгкая промышленность), до осени 2014 — ОАО «Лиски-Хлеб».

### Сельское хозяйство
В 2014 году произведено молока — 109,3 тыс. тонн, Лиски производит 24,8 % областного объёма молока;

мяса — 106,3 тыс. тонн. 44,2 % мяса.
Поголовье крупного рогатого скота в районе насчитывает 53336 голов, что составляет 19 % к численности областного стада, 16210 голов дойного стада или 14,6 % областного показателя.
В 2014 году произведено продукции в текущих ценах на сумму 10,7 млрд рублей или 112,4 % к предыдущему году.
В 2014 году зерновыми культурами было засеяно 28 тыс. га. При урожайности 42,2 ц/га валовое производство составило 118,5 тыс. тонн в весе после доработки.
Технические культуры занимали 15,7 тыс. га, в том числе 7,6 тыс. га — подсолнечник, 2,8 тыс. га — сахарная свёкла и 5,3 тыс. га — соя. Произведено: масло семян подсолнечника 14,5 тыс. тонн при урожайности 18,7 ц/га, сахарной свёклы 77,7 тыс. тонн при урожайности 282 ц/га, сои 4,4 тыс. тонн при урожайности 8,5 ц/га.
При этом в регионе качественные молочные продукты марки «Лисёнок» не продаются вообще. А масло подсолнечника, выращенного на полях Лискинского района продаётся местным жителям по розничным ценам.

## Транспорт

#### Железнодорожный транспорт
В городе располагается железнодорожная станция Лиски; многочисленные предприятия железнодорожного транспорта: эксплуатационное локомотивное депо Лиски-Узловая, вагонное депо, дистанция пути, дистанция электроснабжения, дистанция сигнализации и связи. Объём отгруженных товаров собственного производства, выполнено работ и услуг собственными силами по обрабатывающим производствам за 2007 год — 3,9 млрд рублей.
На территории города расположено управление Лискинского региона Юго-Восточной железной дороги (Коммунистическая улица, 28).
Лискинский железнодорожный узел находится на пересечении линий Москва — Ростов и Харьков — Пенза, в составе узла имеются станции Лиски, Бодеево, Блочный Завод, Откос и Придонская.
Также в Лисках имеется действующая Юго-Восточная детская железная дорога, открытая в 1989 году (улица Трудовые Резервы, 70/1).

#### Водный транспорт
В Лисках на реке Дон расположен грузовой речной порт, относящийся к Волго-Донскому речному пароходству.

#### Автомобильный транспорт
Через Лиски проходят автомобильные дороги регионального и местного значения. Имеется Лискинский автовокзал, через который осуществляется автобусное сообщение со многими городами и населенными пунктами Воронежской области и других субъектов России.
Городской общественный транспорт представлен автобусами средней и малой вместимости (5 маршрутов). Имеются также частные перевозчики (такси).

## Образование

#### Среднее профессиональное образование
- Лискинский техникум железнодорожного транспорта имени И. В. Ковалёва — филиал Ростовского государственного университета путей сообщения;
- Лискинский промышленно-транспортный техникум имени А. К. Лысенко (бывший профессиональный лицей № 6);
- Лискинский аграрно-технологический техникум (бывшее профессиональное училище № 20);
- Лискинский региональный экономико-правовой колледж — филиал Воронежского экономико-правового института (ВЭПИ)

#### Среднее общее образование
На территории города Лиски действует 8 средних общеобразовательных школ (№ 1, 2, 4, 10, 11, 12, 15 и 17).

#### Основное общее и начальное
В городе Лиски работают 2 муниципальных учреждения основного среднего образования (основные общеобразовательные школы № 2 и 9), а также одно учреждение начального образования — прогимназия № 1.

#### Дошкольное образование
В городе Лиски функционируют 11 муниципальных учреждений детского дошкольного образования (детских садов), а также одно частное дошкольное образовательное учреждение детский сад № 103 ст. Лиски.

#### Дополнительное образование[37]
- Лискинский центр развития творчества
- Лискинский центр детского технического творчества
- Лискинская детско-юношеская спортивная школа Восточная
- Лискинская специализированная детско-юношеская спортивная школа по спортивной гимнастике имени В. С. Растороцкого.(только для девочек)

## Культура
На территории города Лиски расположены следующие учреждения культуры и искусства:
- Лискинский городской дворец культуры (проспект Ленина, 32а);
- Лискинская детская школа искусств (площадь Революции, 10);
- Центральная районная библиотека (ул. Красных Зорь, 1б);
- Лискинский историко-краеведческий музей (площадь Революции, 10а);
- Лискинская детская художественная школа (ул. 40 лет Октября, 43а);
- Лискинский парк культуры и отдыха (ул. Трудовые резервы).
- Музей истории эксплуатационного локомотивного депо Лиски-Узловая.

## Здравоохранение
На территории города расположены БУЗ ВО «Лискинская районная больница» и стационар № 4 на станции Лиски частного учреждения здравоохранения «Клиническая больница „РЖД-Медицина“ города Воронеж».

## Спорт
В городе находится футбольный клуб  «Локомотив», выступающий в первенстве России среди любительских футбольных клубов (МОА «Черноземье»). Основан в 1936 году.
В городе находится детский хоккейный клуб «Лиски». Основан в 2009 году сразу же после окончания строительства ледовой арены.
На территории города расположены 77 спортивных сооружений.
Самыми крупными спортивными объектами являются: стадион и физкультурно-оздоровительный центр (ФОЦ) «Локомотив», спорткомплекс «Восточный», физкультурно-оздоровительный комплекс (ФОК) «Заводской», а также спортивный зал СДЮСШ по гимнастике В. С. Растороцкого, спортивный зал борьбы дзюдо и самбо.
Спортклуб «Локомотив» Лискинского отделения дороги был основан в 1983 году.

## Интернет
В сфере предоставления доступа в Интернет в Лисках выделяются[кем?] следующие интернет-провайдеры: Ростелеком, ТТК, JOxNET, JustLan, «Воронеж-сигнал».

## Достопримечательности
- Памятник железнодорожникам (2006). Композиция памятника представлена в виде группы идущих путейцев. Памятник выполнен в металле и камне. Авторы — воронежские скульпторы Дикуновы[40].
- В 10 км западнее города расположен природный историко-археологический музей-заповедник «Дивногорье».
- На территории Лискинского района располагаются 5 действующих храмов, в четырёх церквях, среди которых и Успенский Дивногорский мужской монастырь. Уникальными археологическими памятниками признаны городища Маяцкое и Титчиха.

## Известные жители
См. также Родившиеся в Лисках
- Голованов, Виктор Семёнович — советский и российский актёр театра, театральный режиссёр, педагог.
- Грибков, Анатолий Иванович — советский военный деятель, генерал армии его именем названа одна из улиц города: ул. Генерала Грибкова[41]
- Неумывакин, Александр Яковлевич — президент ВОС (Общества слепых) с 1986 и по 2021 год.

## Города-побратимы
- Павел-Баня, Болгария[42]

## Фотогалерея

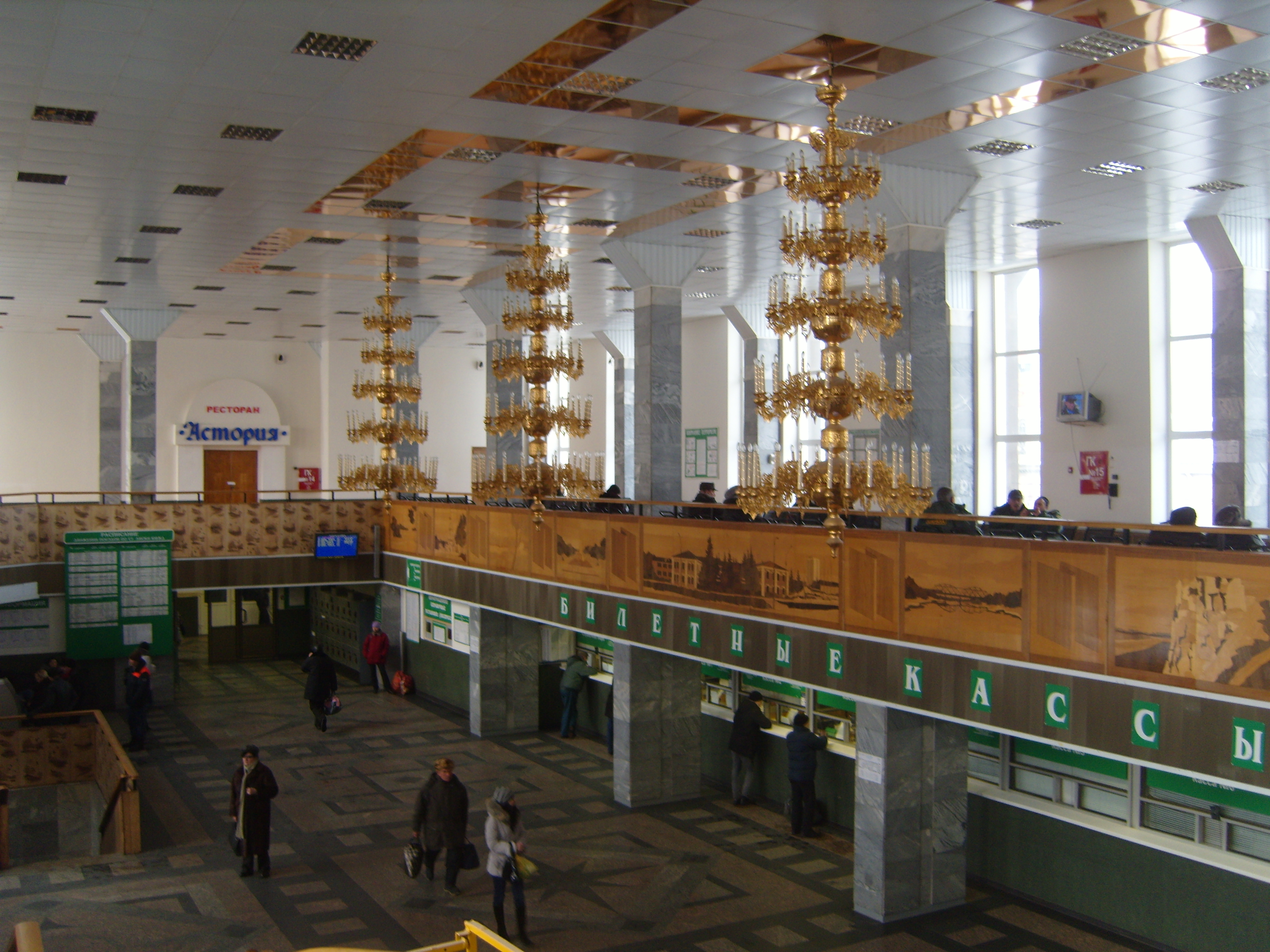
Внутреннее убранство железнодорожного вокзала
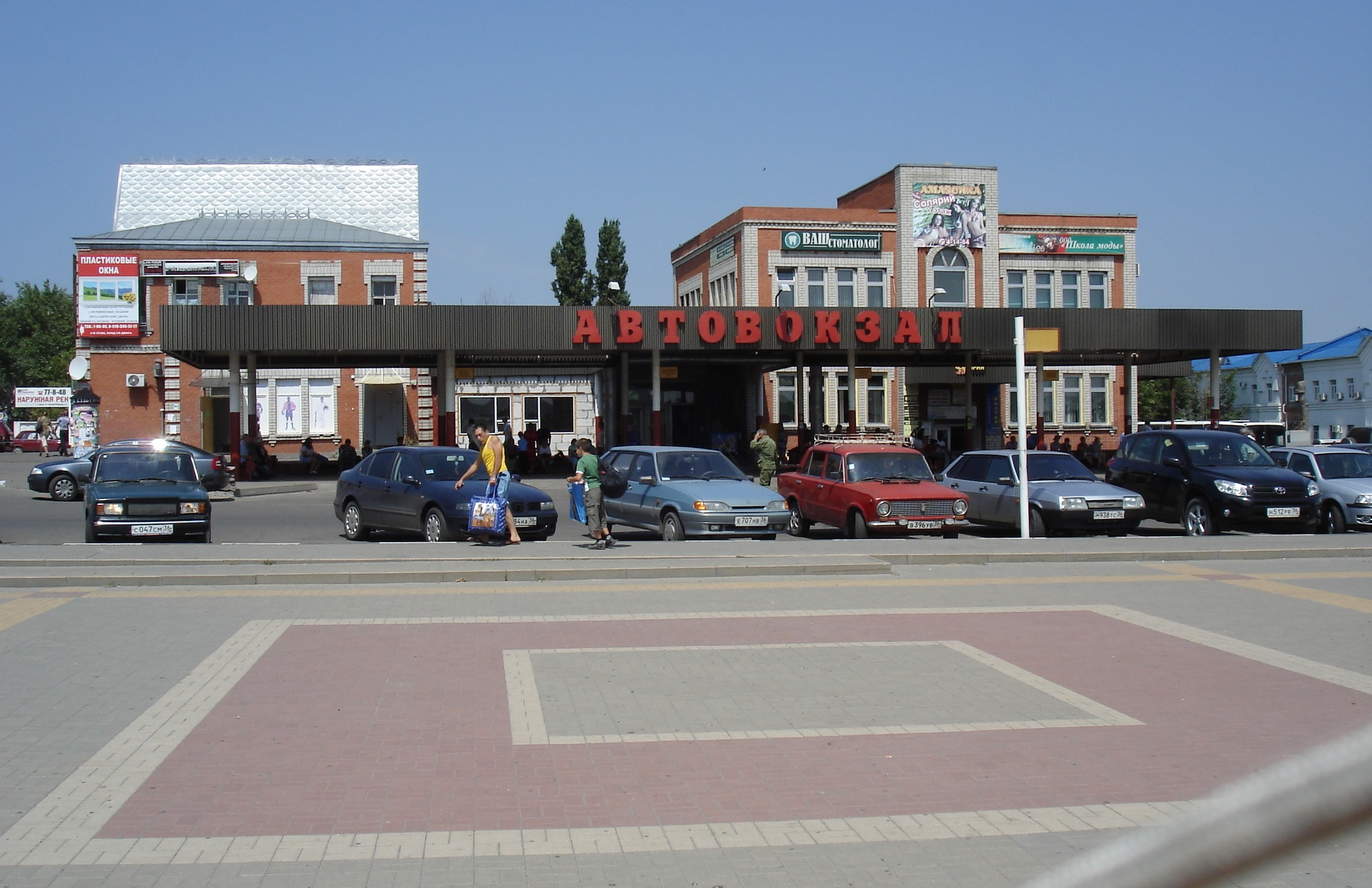
Автовокзал летом, 2012 год
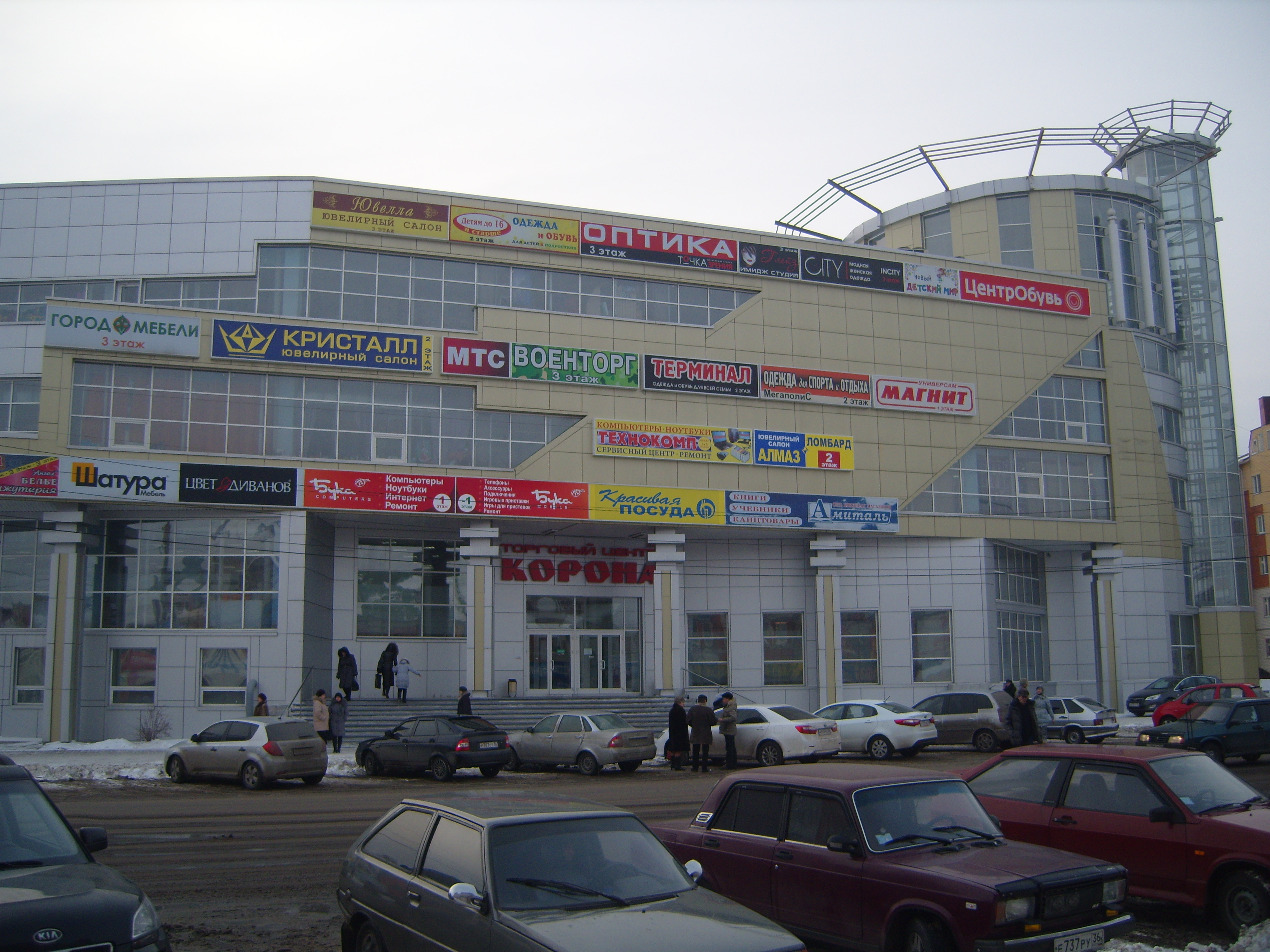
ТЦ «Корона»
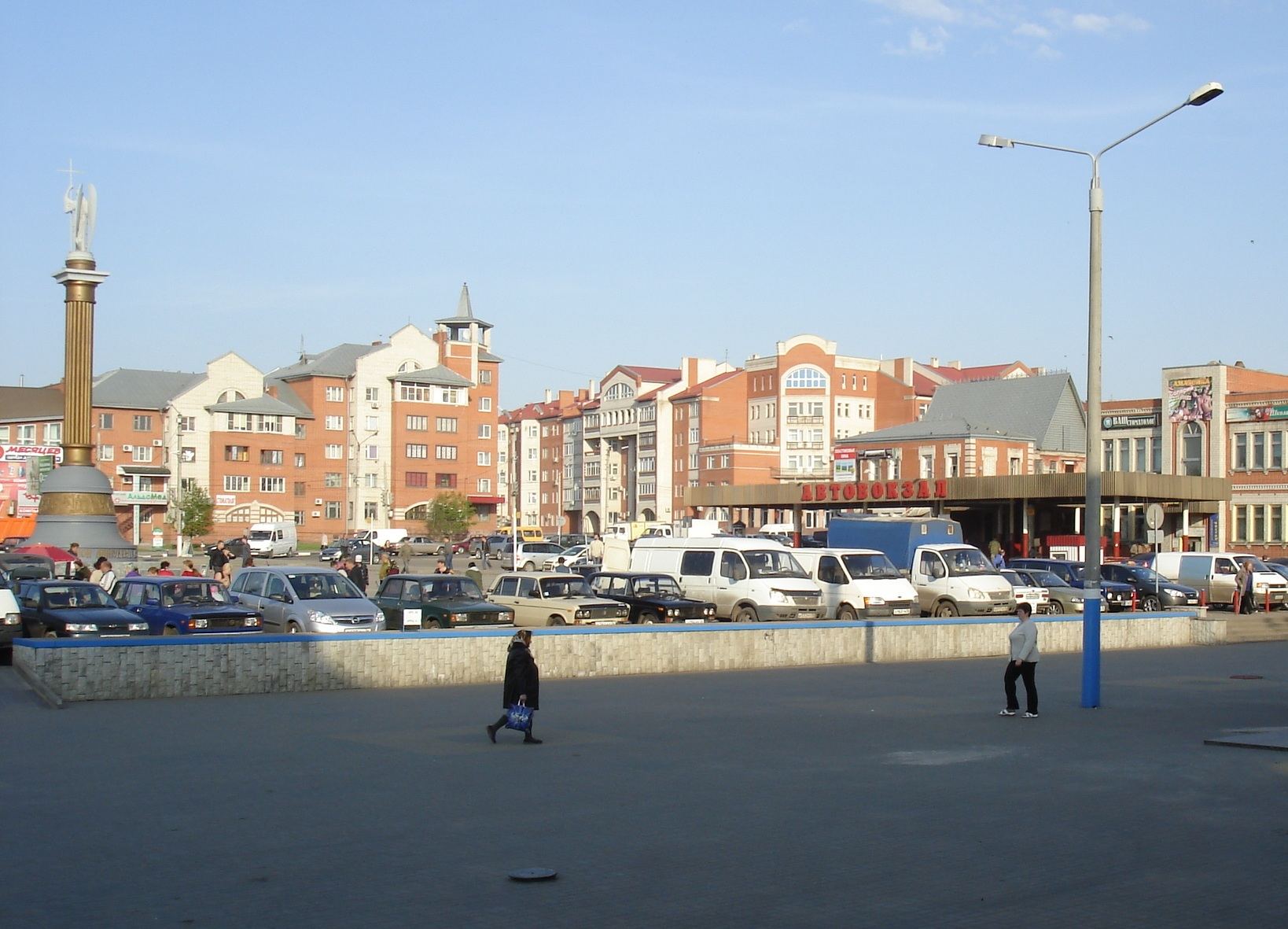
Вид на автовокзал с ЖД-вокзала
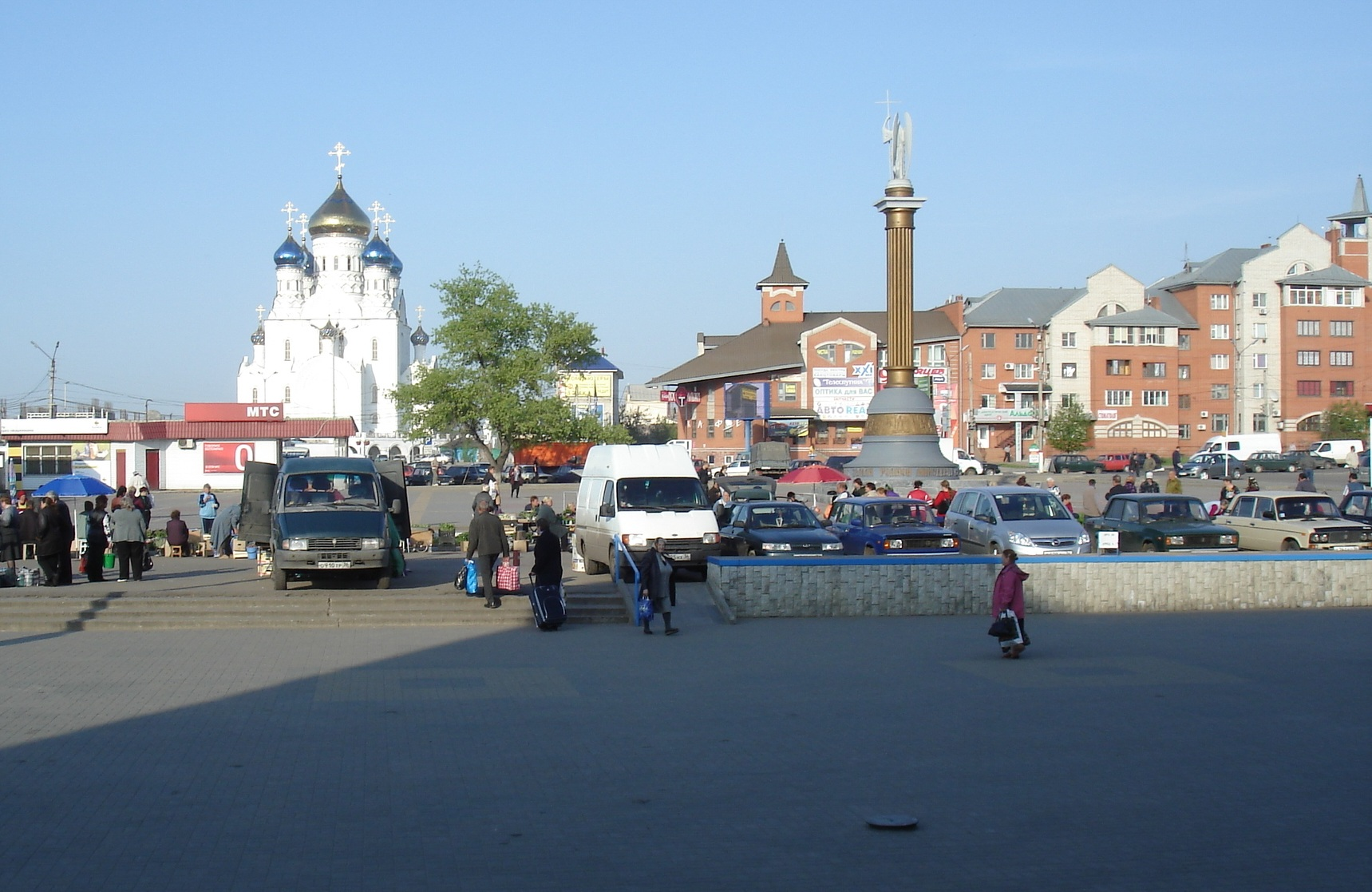
Вид на собор с ЖД-вокзала
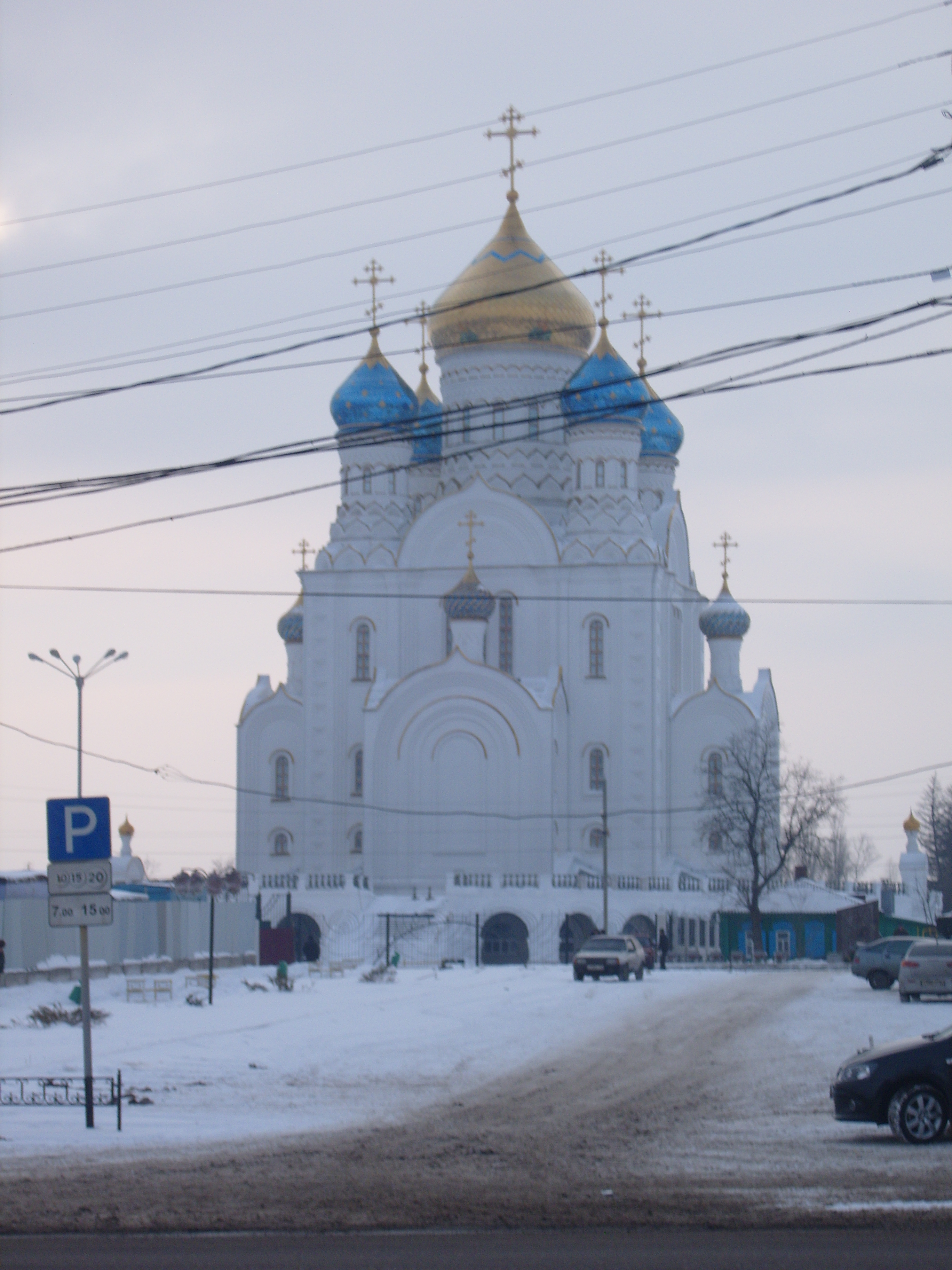
Храм Владимирской иконы Божией Матери
Колонна с Ангелом-хранителем
Подножие колонны, вид спереди крупно
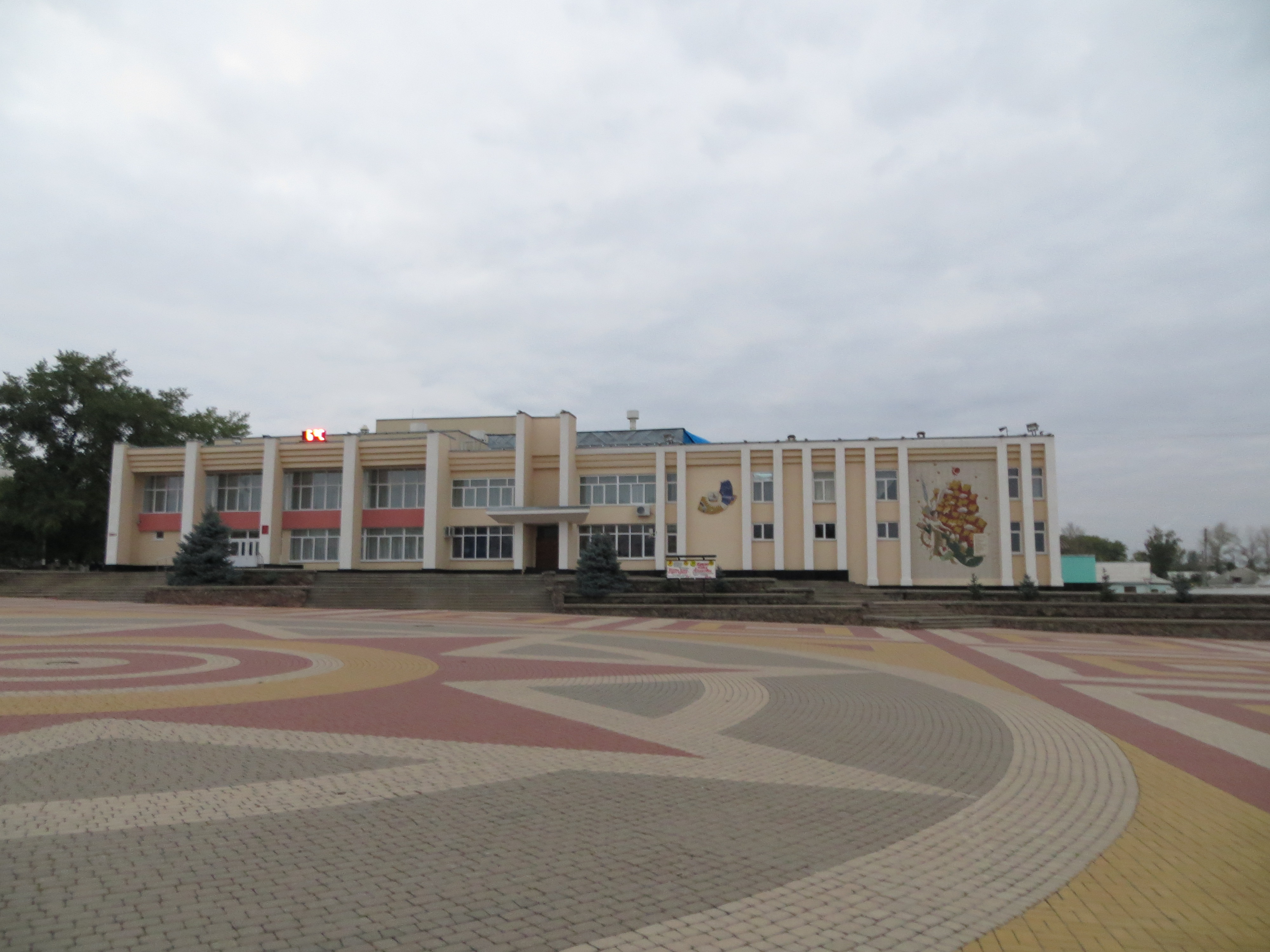
Дом Культуры, пл. Ленина